# Vena ilíaca comuna
En anatomia humana, la vena ilíaca comuna o primitiva és una vena aparellada, formada per la vena ilíaca externa i la vena ilíaca interna. Les venes ilíaques comunes esquerra i dreta s'uneixen a l'abdomen a nivell de la cinquena vèrtebra lumbar, formant la vena cava inferior. Drenen sang de la pelvis i les extremitats inferiors.
Les dues venes ilíaques comunes estan acompanyades al llarg del seu curs per artèries ilíaques comunes.